# Flores Mirandesas
Flores Mirandesas (na grafia original: Flores Mirandezas; em mirandês: Froles Mirandesas) é um livro de poesia do escritor português José Leite de Vasconcelos. Publicado em 1884, foi o primeiro livro escrito em língua mirandesa e marca o início do processo de normalização de uma língua que até aí tinha sido exclusivamente oral.
Nesta pequena obra, Leite de Vasconcelos junta oito poemas de sua autoria, escritos em mirandês. Uma vez que este não era falante nativo desse dialeto do asturo-leonês, o valor literário dessas obras líricas é reduzido quando comparado com a sua importância histórica.

## Excerto
La lhéngua mirandesa

Quien dirie q’antre ls matos eiriçados,

Las ourrietas i ls rius desta tierra,

Bibie, cumo l chougarço de la sierra,

Ua lhéngua de sonidos tan bariados?

Mostre-se i fale-se essa lhéngua, filha

Dun pobo que ten neilha l choro i l canto!

Nada por cierto mos coutiba tanto

Cumo la form’an que l’eideia brilha.

Desgraciado d’aquel q’abandonando

La pátria an que naciu, la casa i l huorto,

Tamien se squece de la fala! Quando

Lo furdes a ber, talbeç que steia muorto!